# ГЕС Тедонган
ГЕС Тедонган (Токчон) — гідроелектростанція у центральній частині Північної Кореї. Знаходячись між ГЕС Nyongwon (вище по течії) та ГЕС Pukchang Ryongsan, входить до складу каскаду на річці Тедонган, яка протікає через столицю країни Пхеньян та впадає до Жовтого моря біля міста Нампхо.
У межах проекту, реалізація якого тривала з 1973 по 1983 роки, Тедонган перекрили бетонною греблею, яка утворила витягнуте по долині річки на три десятки кілометрів водосховище.
Підземний машинний зал обладнаний чотирма гідроагрегатами потужністю по 50 МВт (за іншими даними загальна потужність станції становить лише 135 МВт), при цьому основне обладнання постачили компанії з Австрії та Федеративної Республіки Німеччина (можливо відзначити, що в той же період ці капіталістичні країни виготовили обладнання для каскаду Содусу).
Видача продукції відбувається по ЛЕП, розрахованих на роботу під напругою 220 кВ.